# ワイワイワールド
『ワイワイワールド』は、テレビアニメ『Dr.スランプ アラレちゃん』のオープニングテーマとして使用された楽曲であり、同曲を収録した水森亜土のシングル。
セルフカヴァー盤となる1993 ver.についても本記事で記載する。

## 概要
「ワイワイワールド」は『Dr.スランプ アラレちゃん』で使用された曲の中では最長期間となり、1話から第197話（1981年4月8日 - 1985年3月20日）、ラスト4話となる第240話から第243話（最終話）で使用された。「アレアレアラレちゃん」も1話から使われたが、111話で夏期間のため「アラレちゃん音頭」に変わり、128話から通常も「いちばん星み〜つけた」となり、1年間使われなかった。1984年9月から再び起用されたが、翌年3月にオープニングと一緒変更された。また、エンディングは基本的には「アレアレアラレちゃん」だが、夏期間中だけ「アラレちゃん音頭」になるため、途切れる時期のある使用となった。1984年9月から再び使われたこの2曲はオープニング、エンディング以外にもタイトルコールと次回予告のBGMや挿入歌としても使われていた。
香港では『IQ博士』というタイトルになっており、歌詞も異なる。香港では日本と同じく『Dr.スランプ アラレちゃん』のオープニングで使っているのだが、1997年のリメイク版『ドクタースランプ』でも「顔でかーい」の代わりに使っている。「ワイワイワールド」と「アレアレアラレちゃん」はアメリカ、韓国、香港、タイ、スペイン、マレーシアでもその現地語に吹き替えて使われている。1993年の春・夏と1994年の春・夏の劇場版のオープニングでも使っていた。

### 誕生の経緯
オープニングは番組の顔ということで、ベストなものをという意気込みで幅広い歌詞が募集された。しかし、なかなか歌詞が決まらず、原作者である鳥山明との打ち合わせの日が来てしまい、企画の七條敬三は絶望的な気持ちだったという。鳥山が打ち合わせに現れないため電話すると、「原稿の締め切りが間に合わないので、2時間待ってもらえませんか?」という返事が来た。その瞬間、七條は「まだ間に合う」と歌詞未練が燃え上がり、河岸亜砂に電話で協力を頼んだ。2時間後、約束通り来た鳥山に多数の歌詞を選んでもらい、鳥山に「僕はこれがいいと思うけど、七條さんは?」と言われて、七條と河岸がまとめてギリギリに出したのが「ワイワイワールド」だった。このことは、今まで隠していた。
その後、曲を付ける段階でももめた。オーディションで集まったのは、当時流行のスピーディーなロック調の曲だった。七條は、映画には合うと思ったが、長期番組にしたいという七條自身の狙いには合致せず、全員反対の中で、我を張る七條への苦情が東映本社の企画部長まで伝わり、心配されていた。七條自身が推薦していた菊池俊輔は他曲に対して地味だったが、そこにアラレちゃんの可愛らしさやペンギン村の素朴さを感じたと語っている。しかし七條は、強情を張っている裏で不安だった。不安な部分を補ってくれたのが、コロムビアの前山が推薦した編曲者、たかしまあきひこだったと言っている。七條は、たかしまについて「前奏に素晴らしいパンチを加えて下さり、オケ取りの際いけると思った」と語った。

## 収録曲
ワイワイワールド
歌：水森亜土、こおろぎ'73
作詞：河岸亜砂 作曲：菊池俊輔 編曲：たかしまあきひこ
アレアレアラレちゃん
歌：水森亜土、こおろぎ'73
作詞：冬杜花代子 作曲：サタンタ 編曲：たかしまあきひこ

## 収録CD

### ワイワイワールド
- めちゃんこワールド
- Dr.スランプアラレちゃん ベストヒット16
- 「Dr.スランプアラレちゃん全曲集 Soundtrack」[4]
- 「Dr.スランプアラレちゃん」めちゃんこベスト24」
- 「ザリガニミュージックアワード」[5]
- 「みんなアニメが好きだったDX PEARL」[6]
- 「菊池俊輔 作曲50周年 CD-BOX」[7]
- 「カラオケアニメソング vol.1【カラオケ】」[8]
- 「Jアニメ TV主題歌大全集」[9]
- 「パパもママもうたった お宝キッズ・ソング」[10]
- 「みんなアニメが好きだった-赤盤-」[11]
- 「こどものうた ドッカーン！ 101きょく」[12]
- 「TVこどものうたベスト 《男の子向き》」[13]
- 「CDツイン こどものうた 〜獣拳戦隊ゲキレンジャー/Yes!プリキュア5〜」[14]
- 「TVサイズ! 東映アニメーション主題歌集2」[15]
- 「輝け!週刊少年アニメ王 別冊号」[16]
- 「CDツイン アニメ＆特撮 主題歌ヒット＆ベスト」[17]
- 「TVサイズ! テレビまんが主題歌のあゆみ3」[18]
- 「ザ・ベスト てっぱん!懐かしのアニメソングス（上）」[19]
- 「2011 うんどう会(2) ぐるりんちょサンバ」[20]
- 「アニメソング史（ヒストリー） III」[21]
- 「アニメ 〜みんなアニメが好きだった〜」[22]
- 「こどものうた ぎゅぎゅっと！100うた」[23]
- 「テーマ別ミュージックセレクション つかえる！あそべる！音楽たまてばこ (7)ちびっこマン参上！」[24]
- 「続々々・テレビまんが主題歌のあゆみ」[25]
- 「CDツイン TVまんがヒット曲集」[26]
- みんなのテレビ・ジェネレーション アニメ歌年鑑1981
- ワイワイワールド（カラオケ）
- [着メロ] ワイワイワールド

### アレアレアラレちゃん
- めちゃんこワールド
- Dr.スランプアラレちゃん ベストヒット16
- 「Dr.スランプアラレちゃん全曲集 Soundtrack」
- 「Dr.スランプアラレちゃん めちゃんこベスト24」
- 「TVサイズ! 東映アニメーション主題歌集2」
- 「輝け!週刊少年アニメ王 別冊号」
- 「TVサイズ! テレビまんが主題歌のあゆみ3」
- アニバラ-感涙!〜想い出のアニメバラッズ〜
- みんなのテレビ・ジェネレーション アニメ歌年鑑1981
- [着メロ] アレアレアラレちゃん

## 1993 ver.
『ワイワイワールド(1993 ver.)』は、水森亜土のシングル。菊池俊輔作曲、河岸亜砂作詞。カップリング曲は、「めちゃんこロックン・ロール」。劇場版『Dr.スランプ アラレちゃん』第6作から第9作の主題歌。カップリング曲は、「めちゃんこロックン・ロール」で、「めちゃんこロックン・ロール」は1993年3月に公開された劇場版『Dr.スランプ アラレちゃん んちゃ!ペンギン村はハレのち晴れ』のエンディングテーマとして使われた。それ以前に1982年公開の劇場版『Dr.SLUMP ほよよ! 宇宙大冒険』で挿入歌として使われていた。

### 収録曲
1. ワイワイワールド
歌：水森亜土
作詞：河岸亜砂 作曲：菊池俊輔 編曲：米光亮
2. めちゃんこロックン・ロール
歌：ベター・ハーフ
作詞：大倉正丈、泉鬼角 作曲：大倉正丈 編曲：米光亮
3. ワイワイワールド（オリジナル・カラオケ）
4. めちゃんこロックン・ロール（オリジナル・カラオケ）

## カバー
ここではiTunes、Amazon、レコチョクで出ているカバー曲、または正式なカバー曲を挙げる。

### ワイワイワールド
- 奥野めぐみ - スターチャイルド（キングレコード）版カバー（編曲：津久井潤）。『最新アニメ・ベスト28』（K30H-4048、1981年）などに収録。
- 奈々瀬ひとみ、フォーリーズ - CBS・ソニー（ソニー・ミュージックレコーズ）版カバー（編曲：渡辺博史）。『主題歌ヒットソング大行進'81』（20AH-1329、1981年）などに収録。
- コロムビア・マーチ・オーケストラ - 行進曲に編曲（編曲：久石譲）。『テレビアニメ行進曲 行進曲アラレちゃん〜ワイワイワールド〜/行進曲おじゃまんが山田くん』（日本コロムビア・EK-725、1981年）に収録。
- マジカル・ドリーム・オーケストラ（メインボーカル：泉香奈） - 『スターズ・オン・アニメ（SF編）/スターズ・オン・アニメ（少女まんが編）』（日本コロムビア・CH-115、1982年）にて、メドレー曲「スターズ・オン・アニメ（少女まんが編）」の1曲としてカバー。
- 森みどり、おぼたけし - オレンジハウス・レコード（徳間ジャパンコミュニケーションズ）版カバー。『テレビ映画ヒット主題歌集』（ORF-3003、1982年）に収録。
- ジ・アニメルズ - 1983年発売のシングル『アニメドレー 臨時増刊号』にて、メドレー曲「ときめきアニメ コレクション1983」の1曲としてカバー。
- 藤本房子 - ビクターレコード（ビクターエンタテインメント）版カバー。『超時空要塞マクロス●さすがの猿飛 人気アニメ主題歌集』（JBX-2034、1983年）に収録。
- 岡崎裕美、ミュージック・メン - 東芝EMI版カバー。1991年11月27日発売『テレビ人気こどものうた』（規格品番：TOCT-6349）に収録。
- アニメタル - 「そして伝説へ…THE LEGEND of ANIMETAL」「For The Bravehearts Only!」に収録。
- 豊口めぐみ - 声優「百歌声爛」に収録。
- 岡本信彦 - 声優バクマン。DVD第5巻に収録。
- 金田朋子 - 声優「百歌声爛-女性声優編-II」に収録。
- 桑谷夏子 - 声優「百歌声爛」に収録。
- 天音美広 - 「ライブシーンを彩る女神たち2」に収録。
- 西脇睦宏 - 「オルゴール TVアニメ Vol.2」に収録。

- アニパラキッズ・アンド・モア - 「Clubアニパラ Presents「アニパラ BEST&MORE」」に収録
- レトロ本舗 - 「スカニメーションZ」に収録。
- 東京佼成ウインドオーケストラ - 「ブラバン！甲子園ベスト」に収録。

- 根岸和寿 - 三線でカバー。「三線で聴きたい弾きたい アニメソング BEST26」に収録。
- アニカペラ / VOIX DOUCE - 「アニカペラVol.4」に収録
- 昆虫キッズ
- KAORU -「GALソンアニメTRANCE -ULTRA MEGA HITS-」
- 桜井聖良 -「アニソン100連発【メガ電波】 ヲタ芸編」に収録。
- うさ -「アニメイティーズ2 - Anime Hits in 80's Disco Style」に収録。
- H ZETT M×紅い流星×まらしぃ - ピアノ演奏のみ。「3D-PIANO ANIME Theater!」
- Natsu -「アニソン・エクササイズ（世界が認めるスーパーダンサーTAKAHIRO が考案!）」に収録。

#### 外国語カバー
- アニタ・ムイ - 香港ではタイトルが「IQ博士」になっており、歌詞も日本とは異なる。香港版の『Dr.スランプ アラレちゃん』、『ドクタースランプ』のオープニングテーマ。
- ファン・ビンビン - 2011年にサントリーウーロン茶のCMで「ワイワイワールド」を中国語で歌っている。
- ボーイ・ミーツ・ガール - 英語でカバー。「アニメBOSSA 〜カフェが似合うアニメSONGS〜」、「今日から始める運動の秋 〜WALKING BEST HIT COVERS〜」、「お年玉チャイルドBOSSA」に収録。
- S.M.N. - 英語でカバー「TOON TUNES 10 Favorite Japanese Anime Songs」に収録。
- クレモンティーヌ - 「アニメンティーヌ・ベスト・プラス」に収録。
- LOVERIN TAMBURIN - 「aj★JAZZIN vol.1 animation japan jazzin tracks」に収録。2010年10月22日に発売。

### アレアレアラレちゃん
- 宮原永海 - 声優「ANIME HOUSE 02」に収録。
- 桃井はるこ - 声優「ファミソン8BIT」に収録。

## 補足
- 水森はアラレの絵を描くのが苦手なため、この曲でお絵描きパフォーマンスをする際にはガッちゃんのイラストを描いている[27]。
- 「ドラゴンボール (アニメ)」で、主人公たちが話している電話の保留音が当曲だったことがある。
- フジテレビで放送されていた『オレたちひょうきん族』で、『Dr.スランプ アラレちゃん』のパロディ「Dr.スランプ ヤラレちゃん」で使われた。
- 1988年公開の香港映画「大丈夫日記」で、出演者が歌っている。
- 2008年、トヨタ・ポルテのCMで、替え歌にして使用された。
- 2011年にはサントリーウーロン茶のCMで、中国の歌手ファン・ビンビンが中国語で歌っているものが使用された。
- 『世界が認めるスーパーダンサーTAKAHIROが考案！ アニソン・エクササイズ』 で使われている[28]。
- 2012年2月27日放送の『SMAP×SMAP 名曲歌謡祭 アニメソングスペシャル』で、水森がSMAPの木村拓哉、稲垣吾郎と一緒に歌っている。
- 2015年、スズキ・ハスラーコラボレーションイベント「西へ、東へ ペンギン村キャラバン」全会場（スペースワールド、姫路セントラルパーク、富士急ハイランド）において、水森がCMキャラクターを務めるももいろクローバーZと共に本曲を歌った。
- PL学園をはじめとする高校野球の応援歌としても使われている。
- プロ野球ではオリックス・バファローズの紅林弘太郎選手が打席に入る際の登場曲に使用している。
- 2022年、NTT東日本・フレッツ光のCMで、替え歌にして使用された[29]。
- 2025年、アサヒ飲料「十六茶」のCMで、替え歌にして使用された。歌唱はanoが担当[30]。